# 駅前停留場
駅前停留場（えきまえていりゅうじょう）は、愛知県豊橋市花田町西宿にある豊橋鉄道東田本線（路面電車）の停留場（電停）である。東田本線の起点であり、停留場番号は「1」を付する。

## 概要
東海旅客鉄道（JR東海）・名古屋鉄道（名鉄）の豊橋駅前にあり、豊橋鉄道渥美線の新豊橋駅にも隣接するため、乗換駅となっている。当停留場名は「駅前」が正式名称であり、第3回中部の駅百選に認定された。

## 歴史
- 1925年（大正14年）7月14日：開業。
  - 当時は豊川鉄道（JR飯田線の前身）と愛知電気鉄道（名古屋鉄道の前身）の吉田駅駅舎前にあり、安全地帯は1面2線で島式の構造であった。また、路線自体も広小路通りを通って神明へ向かっていた。
- 1950年（昭和25年）10月20日：駅前 - 神明間の複線化が完了。
  - 複線化にあわせ、線路を広小路通りから駅前大通りへと移設した。その過渡期において、東田方面へ行く電車が広小路通りを走り、駅前駅に来る電車は駅前大通りを走るという時期もあった。
- 1952年（昭和27年）10月5日：駅前 - 市民病院前間が開業。2か月後の12月25日には複線化され、駅前駅にも渡り線が設置される。
- 1969年（昭和44年）5月15日：国鉄豊橋駅改築に伴う交通混雑を理由に駅前 - 市民病院前が休止。当停留場は150メートルほど東側に移設される。
- 1973年（昭和48年）3月31日：駅前 - 市民病院前間廃止。
- 1978年（昭和53年）7月1日：下り乗降場に上屋を新設し、地下道と接続。
- 1998年（平成10年）2月19日：豊橋駅総合開発事業計画により、路線が150メートル延長。同時にペデストリアンデッキ下の現在地に移転[1]。
- 2011年（平成23年）10月8日：「市電おもてなしアナウンス」[注釈 1]を導入。アナウンスを担当するのは豊橋出身の俳優である松平健[2]。

## 停留場構造
愛知県道143号豊橋停車場線（駅前大通り）の併用軌道上にあり、豊橋駅ビル（カルミア・ホテルアソシア）に平行している。豊橋駅やその周辺とは、階段やエスカレーター、エレベーターでペデストリアンデッキや地下道と通じている。
ホームは頭端式で、1本の線路をホームがコの字形に囲んでいる。豊橋駅に近い西側のホームは降車専用、東側のホームは乗車専用となっている。臨時電車や貸切電車に対応できるように、最大2両が停車できるようになっている。
平日朝は乗車ホームで係員が運賃収受をするので、中ドアからも乗車可能となる。
東田本線の駅では唯一、自動券売機が1台設置されており、普通乗車券や一日乗車券が購入できるほか、ICカード乗車券（manaca等）のチャージ機も設置されている。

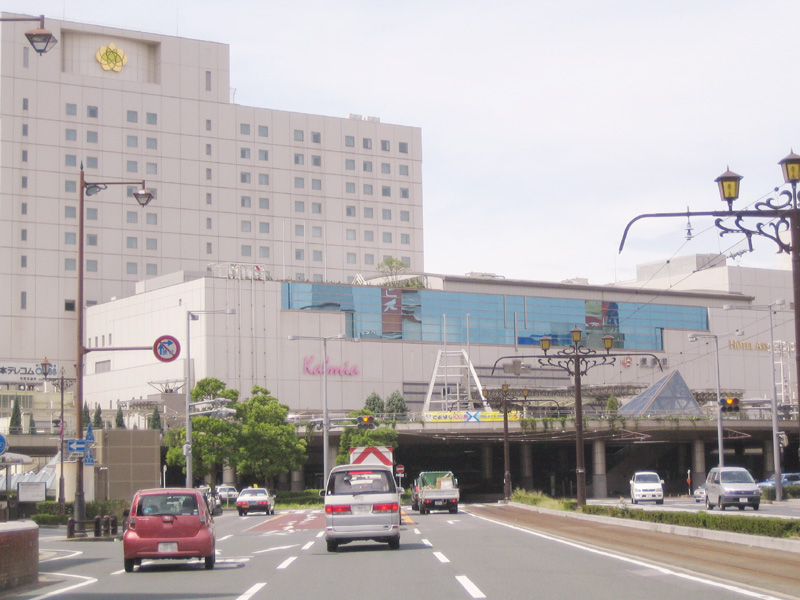
豊橋駅東口1階、右側に駅前電停がある（2005年9月）
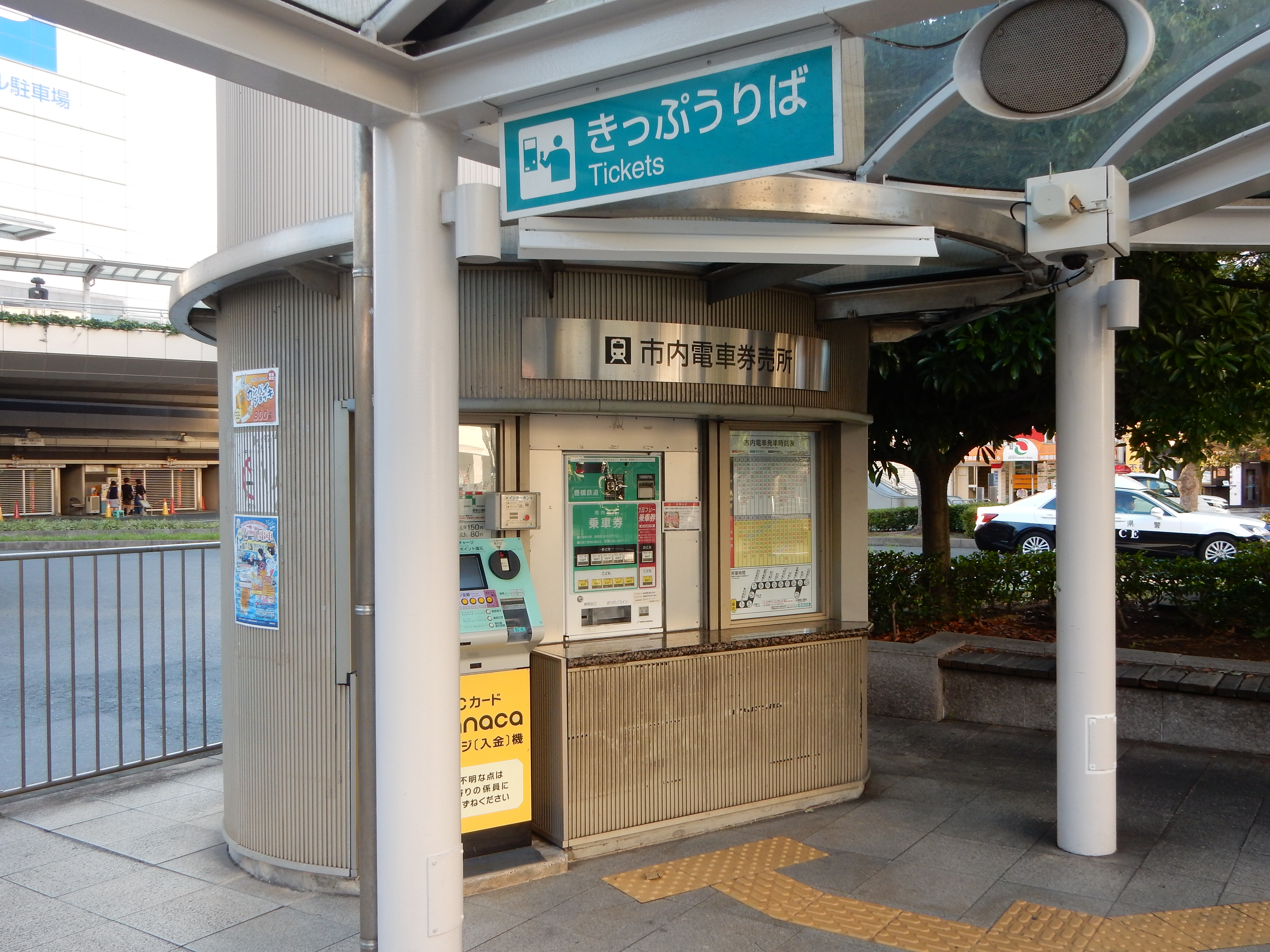
自動券売機（2017年9月）

## 停留場周辺

### 周辺の道路
- 大橋通り（豊橋市）
- 駅前大通り（豊橋市）
- アゼリア通り（豊橋市）

## その他

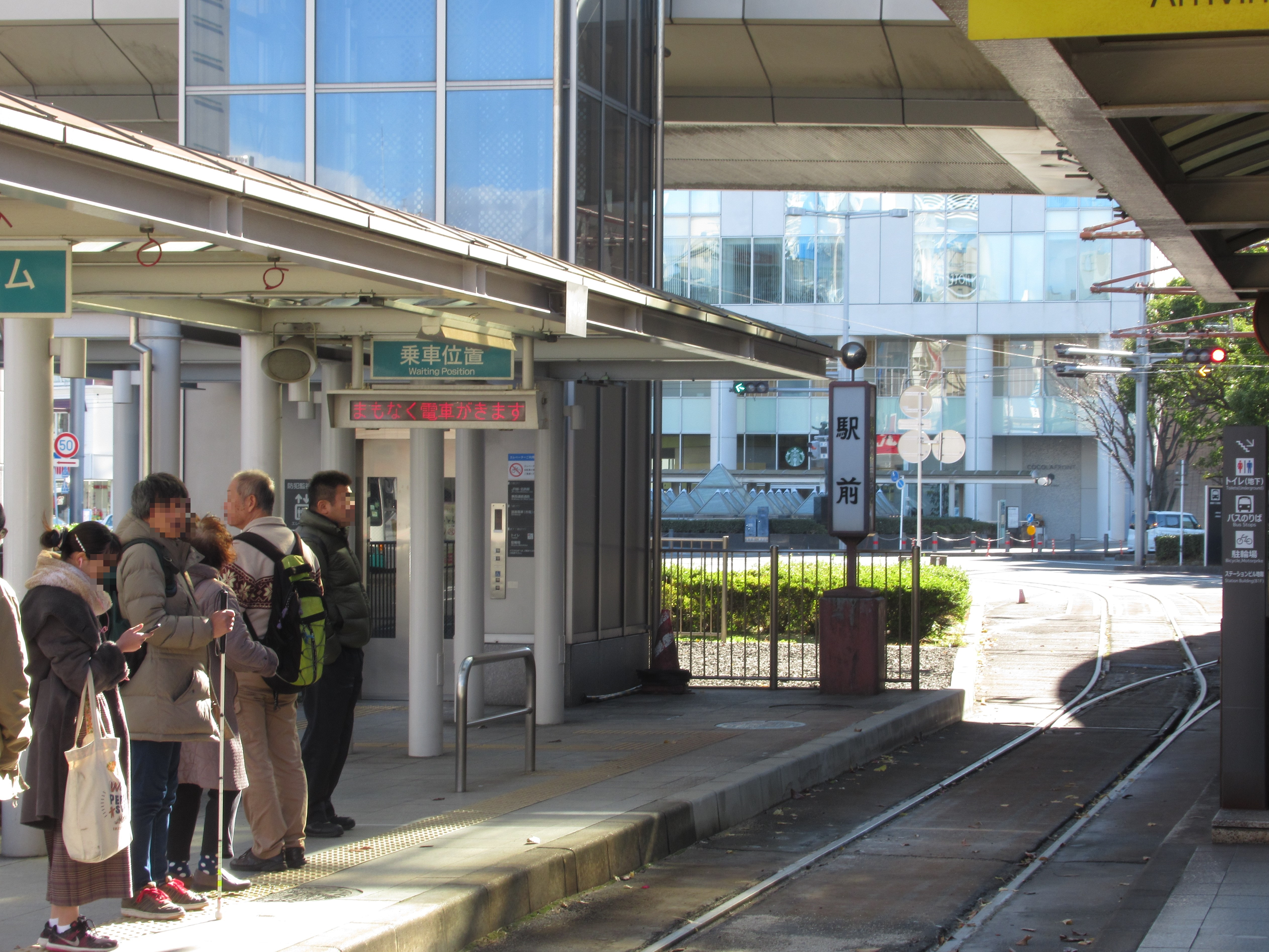
「駅前」という駅名表示（2019年12月）

- 路面電車の停留所で「○○駅前」は日本各地にあっても「駅前」はここだけである。停留場名（電停名）は「駅前」であるが、運転士による肉声の放送では、「豊橋駅前」と案内することがある。
- 毎年10月の豊橋まつりにおいては、駅前大通りにおいて「市民総おどり」が催されるため、当日の夕方は駅前、駅前大通停留場が休止となり通常の駅前行き電車が新川停留場行きとなり、折り返しの駅前始発が新川停留場始発になる。その際は札木停留場 - 豊橋駅前間で臨時バスが運行される。

## 隣の停留場

### 現在の隣の停留場
豊橋鉄道
■東田本線
駅前停留場 (1) - 駅前大通停留場 (2)

### 隣の停留場の変遷
- 開業時（1925年（大正14年））
  - 駅前 - 西宿

- 戦災復興の過渡期（1950年（昭和25年）ごろ）
  - （東田・柳生橋より）新川 →（駅前大通り）→ 駅前 →（広小路通り）→ 神明（東田・柳生橋へ）

- 1952年（昭和27年）
  - 駅前 - 駅大通

- 1952年（昭和27年）10月5日（市民病院線開通）
  - 城海津（しろかいづ） - 駅前 - 駅大通

- 1969年（昭和44年）5月15日（市民病院線休止）
  - 城海津（休止） - 駅前 - 名豊ビル前（休止） - 新川

- 1973年（昭和48年）3月31日 - 2005年（平成17年）3月30日（駅前大通停留場の開業前日まで）
  - 駅前 - 新川